# Ділан (кратер)
Кратер Ділан (англ. Craters Dylan) — метеоритний кратер на Європі, супутнику Юпітера.

## Характеристики
Утворився у місці падіння на поверхню супутника Європа космічного метеорита, якого притягнув на свою орбіту масивний Юпітер. Внаслідок чого сформувався ударний кратер з діаметром 5,3 кілометра. Центр кратера знаходиться за координатами 55.3° пд. ш., та 84.4° зх. д.
Вперше про льодовий кратер довідалися у 2000 році, після дослідження поверхні супутника телескопами з Землі. Названий за іменем бога морів Ділана, істоти в образі риби в кельтській міфології.